# Notomys longicaudatus
Notomys longicaudatus је врста глодара из породице мишева (лат. Muridae). 

## Распрострањење
Пре изумирања, само Аустралија.

## Станиште
Врста Notomys longicaudatus је имала станиште на копну.

## Угроженост
Ова врста је изумрла, што значи да нису познати живи примерци.